# Inquiries into Human Faculty and Its Development

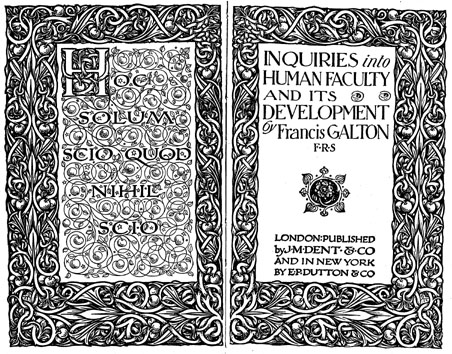
Inquiries into Human Faculty and Its Development (1883)

Inquiries into Human Faculty and Its Development é um livro de 1883 escrito por Francis Galton, que cobre uma variedade de fenômenos psicológicos e sua subsequente medição. Nesse texto, pela primeira vez Galton faz referência à eugenia, apesar de ter publicado ideias semelhantes anteriormente, sem fazer alusão ao termo.